# Genésio de Roma
Genésio de Roma (em latim: Genesius; em italiano:  Genesio) nascido durante o século III, mártir em cerca de 303. É o santo padroeiro dos atores, dos músicos, dos humoristas e dos advogados. É invocado, também, contra a epilepsia. É comemorado no dia 25 de agosto. Viveu em Roma com a profissão de ator comediante, era líder de um grupo de teatro.

## Hagiografia
Genésio, em uma apresentação para o imperador romano Diocleciano, ridicularizava o cristianismo. Porém, quando apresentava a recepção do sacramento do batismo, foi convertido milagrosamente e proclamou-se cristão. Diocleciano, achando-o realista demais, mandou Pláucio, prefeito do pretório, torturá-lo com a intenção de fazê-lo voltar a sacrificar para os deuses pagãos. Insistindo em defender o cristianismo, resistiu às torturas, levando Pláucio a decapitá-lo. 
Passou a ser venerado já no século IV, mesmo século em que morreu, e uma igreja foi construída e dedicada a seu culto. Um medalhão de ouro do século IV que o retrata também existe. A igreja foi posteriormente reformada e ampliada pelo papa Gregório III em 741. 